# Чемама
Чемама — физико-географическая область вдоль северного берега реки Сенегал в Западной Африке, в Мавритании, плодородная полоса земли, которая простирается на расстоянии от шестнадцати до тридцати двух километров к северу от реки и содержащая аллювиальные почвы. Это единственный сельскохозяйственный регион в стране.
Область имеет сезон дождей, который тянется с мая по сентябрь. Среднегодовое количество осадков колеблется от 300 до 600 мм в год.
Население в этом регионе составляет несколько неустойчивой смесь этнических мавров и чернокожих африканских народов.
Города Каэди и Росо являются одними из крупнейших населенных пунктов Мавритании.
В колониальные эпохи рейды мавров на города региона были обычным явлением, и регион стал центром межэтнического конфликта ещё раз в конце 1989 году с значительным чернокожим населением соседнего Сенегала.